# Masinde Muliro
Henry Pius  Masinde Muliro (* 30. Juni 1922 in der Region Kimilili, Kenia; † 14. August 1992) war ein kenianischer Politiker und eine der zentralen Figuren bei der Gestaltung der politischen Landschaft im postkolonialen Kenia. Er war ein antikolonialer Aktivist und setzte sich in seinen späteren Jahren für die Wiederherstellung der Mehrparteiendemokratie in Kenia ein.

## Frühes Leben
Henry Pius Masinde Muliro wurde in der Region Kimilili in Kenia als Sohn von Muliro Kisingilie und dessen Frau Makinia geboren. Seine Eltern starben, als er noch klein war, und er wurde von einem älteren Stiefbruder, Aibu Naburuku, aufgezogen. Nach dem Besuch der Grundschule und der High School in Kenia und Uganda ging er 1949 an die Universität von Kapstadt in Südafrika. Er schrieb sich für einen Bachelor of Arts in den Fächern Englisch, Geschichte und politische Philosophie ein und schloss sein Studium 1953 mit den Abschlüssen in Kunst und Pädagogik ab. 1954 kehrte er mit seiner südafrikanischen Frau nach Hause zurück und unterrichtete eine Zeit lang an einer staatlichen Schule. 1957 kündigte er seinen Job, um in die Politik zu gehen.

## Politische Laufbahn
Im Jahr 1948 war Muliro der Kenya African Union (KAU) beigetreten, einer Organisation, die sich für die Interessen der Afrikaner im kolonialen Kenia einsetzte. Als er 1957 seine Lehrtätigkeit aufgab, bewarb er sich um den Sitz im Nyanza North Legislative Council, den damals W.W.W. Awori (der ältere Bruder des ehemaligen kenianischen Vizepräsidenten Moody Awori) innehatte. Muliro gewann die Wahl. Zu seinen Mitstreitern gehörten Daniel arap Moi als Vertreter des Rift Valley, Tom Mboya als Vertreter der Region Nairobi, Bernard Mate als Vertreter der Zentralprovinz, Ronald Ngala als Vertreter der Küstenprovinz, James Nzau Muimi als Vertreter der Ostprovinz, Lawrence Oguda als Vertreter von Nyanza South und Oginga Odinga als Vertreter von Nyanza Central. 1958 gründete Muliro die Kenya National Party mit der Unterstützung von neun Mitgliedern des Legislativrats. Später löste er seine Partei auf und trat der Kenya African Democratic Union (KADU) bei. Kurz vor der Unabhängigkeit Kenias im Jahr 1963 wurde er zum Handelsminister ernannt. Muliro arbeitete in verschiedenen Positionen in späteren Regierungen, stand aber häufig auf der anderen Seite von Präsident Jomo Kenyatta. Nach Kenyattas Tod kehrte Muliro ins Parlament zurück, nachdem er eine Petition vor Gericht gewonnen hatte. Er diente dem Wahlkreis Kitale East bis 1988, als der Wahlkreis aufgeteilt wurde, und bewarb sich 1988 um den neu geschaffenen Parlamentssitz im Wahlkreis Cherangany, verlor aber gegen John Rotich, der das Amt nur zwei Jahre lang innehatte. Bei den Nachwahlen 1990 gewann Kipruto Rono Arap Kirwa den Sitz von Cherangany.

## Mehrparteien-Kampagne und Tod
1989 gründete Muliro zusammen mit Kenneth Matiba, Charles Rubia, Martin Shikuku, Phillip Gachoka und Oginga Odinga das FORD (Forum zur Wiederherstellung der Demokratie), eine Interessengruppe, die sich für die Rückkehr zu einer pluralistischen Politik einsetzte. Nach gewaltsamen Zusammenstößen zwischen FORD-Anhängern und Anhängern von Polizei und Regierung akzeptierte die KANU-Regierung 1991 das Mehrparteiensystem. FORD wurde zu einer Partei mit Muliro als stellvertretendem Vorsitzenden.
Schon bald kam es zu Unstimmigkeiten mit den beiden Hauptrivalen Oginga Odinga und Kenneth Matiba, die beide für die Präsidentschaft kandidieren wollten. Kurz darauf reiste Muliro nach London, um Spenden für die neu gegründete politische Partei FORD-Kenya (Forum for the Restoration of Democracy – Kenya) zu sammeln. Bei seiner Rückkehr brach er bei seiner Ankunft auf dem Flughafen von Nairobi am Morgen des 14. August 1992 zusammen und starb. Die Kontroverse um seinen Tod wurde durch das Fehlen einer offiziellen Obduktion noch verstärkt. Muliro wurde auf seiner Farm in der Region Kitale in Kenia beigesetzt.
Nach Muliros Tod spaltete sich die Partei in zwei Fraktionen, da man sich nicht einig war, wer gegen Präsident Moi kandidieren sollte. Kenneth Matiba und Martin Shikuku behaupteten, sie seien die wahren Führer von FORD und gründeten FORD Asili, während Odinga und andere FORD-Kenia gründeten.